# U-49号潜艇 (1939年)
U-49号（德語：U 49）是纳粹德国战争海军建造的二十四艘VII-B型潜艇（或称U艇）之一。它由基尔的日耳曼尼亚船厂承建，于1939年6月24日下水，至同年8月12日交付使用。第二次世界大战期间，该艇曾执行过四次巡逻作战，仅击沉1艘容积总吨为4,258吨的英国商船。1940年4月15日，U-49号在哈尔斯塔东北对开的挪威海遭两艘英国驱逐舰投掷深水炸弹击沉，艇内官兵共有1人阵亡、41人获救。

## 设计
由于原有VII-A型潜艇的燃料容量有限而导致航程不足，战争海军于1936年又设计建造了24艘VII-B型潜艇作为改进版。为了提高操纵性和转向性能，他们在两副螺旋桨后部设计了两片舵，并增大舵面面积。VII-B型艇的内部空间更大，因此可在外部鞍状水舱内多装载33吨燃油。这种燃料舱是“自动加注”的——当柴油不断被消耗时，海水也不断进入该水舱以补偿浮力。艇艏和艇艉还设有纵倾平衡水舱，通过调整两端水量来防止潜艇在水下可能产生的纵倾和横摇。作为VII-B型艇，U-49号的全长增加了两米，达到66.50米，舷宽6.20米、高9.5米，并有4.74米的吃水深度，水上和水下排水量分别为753吨和857吨。动力采用两台日耳曼尼亚生产的F46型六缸四冲程1,400匹公制馬力（1,000千瓦特）涡轮增压柴油机用于水面运行，以及两台布朗-博韦里提供的GG UB 720/8型375匹公制馬力（280千瓦特）双作用电动发电机用于水下航行；水面最高航速17.9節（33.2每小時），水下8節（15每小時）；能够在水面以10節（19每小時）航速续航8,700海里（16,100），或以4節（7.4每小時）连续在水下航行90海里（170）而无需充电。
武器装备方面，U-49号装备有五具内置式鱼雷发射管——艇艏四具、艇艉一具。相较于VII-A型艇，其艇艉的鱼雷发射管设计在耐压壳体内部、两片舵之间，鱼雷可以由此向外发射。在轮机舱甲板下方还配备了用于艇艉的鱼雷装填系统，耐压壳体与甲板室之间一前一后还设计有外置鱼雷贮存装置，因此U-49号的鱼雷储备和发射能力也得以提升，可携带14枚G7型鱼雷或最多26枚TMA型水雷（TMB型则为39枚）。此外，该艇还搭载有一门配备220发弹药的88毫米35式速射炮以及一门配备1,195发弹药20毫米30式高射炮作为甲板炮。其标准船员编制为4名军官及40－56名水兵。

## 历史
1936年11月21日，海军造舰局根据《英德海军协定》的要求，正式将十一艘VII-B型潜艇（U-45至U-55号）的建造合同发包予基尔的日耳曼尼亚船厂。其中U-49号于1938年9月15日开始铺设龙骨，建造序列为584。经过九个月的建造，它于1939年6月24日下水，至同年8月12日在前U-10号艇长、海军上尉库尔特·冯·戈斯勒的指挥下交付使用。完成海试后，该艇加入驻基尔的“韦格纳”潜艇区舰队，先后担任作战艇和前线艇直至1939年12月31日。当U艇编制于1940年1月1日重组时，它又继续在驻基尔的第7潜艇区舰队担任前线艇，直至1940年4月15日沉没。
第二次世界大战期间，U-49号曾执行过四次巡逻，足迹遍及北海、设德兰、奥克尼、北大西洋、爱尔兰岛西部、英吉利海峡西部和比斯开湾等多处海域，但仅击沉过1艘容积总吨为4,258吨的同盟国商船。受害者是英国的彭西尔瓦号（Pensilva），它于1939年11月19日12:19在奥特加尔角西北被戈斯勒发射的一枚鱼雷击中，从船艉缓缓沉没。该船早在当天09:35便被发现，但潜艇于11:15从艏部和11:24从艉部射出的鱼雷均告射失。在此之前，U-49号曾于11月13日遭到英国飞机攻击，被迫下潜至160米，造成轻微损坏。三天后，英国驱逐舰回声号和漫游者号的深水炸弹攻击又迫使该艇下潜至170米深的地方，这是当时德国U艇所能达到的最大深度，然后才得以成功脱身。
在第四次巡逻中，为了支援入侵挪威的“威悉演习行动”，U-49号于1940年4月3日从威廉港启程，驶入北海。它与U-37、U-38、U-47、U-48和U-50号共同组成第五潜艇集群，在设得兰群岛以东、沃格斯峡湾和特隆赫姆的作战区域游弋。4月15日黎明时分，有挪威人在安厄里亚岛北部的海面上发现U-49号，并向英国人报告了这一情况。英国人遂派出两艘驱逐舰无惧号和无忌号直接前往所述位置。前者的潜艇探索器找到了U-49号，并用五枚深水炸弹进行攻击，深度分别为45米、75米和105米。其中一枚炸弹在司令塔附近引爆，造成艇身剧烈摇摆，并导致灯光熄灭、海水灌入；另有一枚则在艇艉附近引爆。当首次爆炸发生后，U-49号几乎立即冲出了离驱逐舰不远的水面。德国人跑到甲板上试图操纵火炮，但遭驱逐舰鸣炮阻止，其中一炮击中了司令塔。戈斯勒下令凿沉潜艇，除了他和一名士官之外，所有船员都跳入平静但冰冷的水中。英国人救出全艇42名官兵中的41人，其中包括一名伤者，并最终找到了最后一名在炮击中阵亡的船员尸体。
U-49号的残骸于1993年3月3日被挪威潜艇斯科尔彭号所发现，其位于68°53′N 16°59′E / 68.883°N 16.983°E处300米深的海底。

## 袭击历史摘要
| 日期           | 船名       | 船籍 | 吨位  | 结局 |
| -------------- | ---------- | ---- | ----- | ---- |
| 1939年11月19日 | 彭西尔瓦号 | 英国 | 4,258 | 击沉 |

## 脚注
1. 1 2  加洛普，第72頁.
2. ↑  威廉生，第10頁.
3. 1 2  Gröner 1991，第43–44頁.
4. 1 2  . U-Boot-Archiv.   [2024-05-25]. （原始内容存档于2024-05-25）.
5. 1 2  Helgason, Guðmundur. . German U-boats of WWII - uboat.net.   [2024-05-25]. （原始内容存档于2008-12-03）.
6. 1 2  Helgason, Guðmundur. . German U-boats of WWII - uboat.net.   [2024-05-25]. （原始内容存档于2022-12-02）.
7. ↑  Helgason, Guðmundur. . German U-boats of WWII - uboat.net.   [2024-05-25]. （原始内容存档于2023-02-06）.
8. ↑  Helgason, Guðmundur. . German U-boats of WWII - uboat.net.   [2024-05-25]. （原始内容存档于2023-02-07）.
9. ↑  Blair，第195頁.